# Navas de San Antonio (ort)
Navas de San Antonio är en ort i Spanien.   Den ligger i provinsen Provincia de Segovia och regionen Kastilien och Leon, i den centrala delen av landet, 70 km nordväst om huvudstaden Madrid. Navas de San Antonio ligger 1 158 meter över havet och antalet invånare är 352.
Terrängen runt Navas de San Antonio är kuperad åt sydost, men åt nordväst är den platt. Terrängen runt Navas de San Antonio sluttar norrut.Runt Navas de San Antonio är det ganska glesbefolkat, med 29 invånare per kvadratkilometer. Närmaste större samhälle är Las Navas del Marqués, 17,5 km söder om Navas de San Antonio. 